# Robert Lindsay (Schauspieler)
Robert Lindsay Stevenson (* 13. Dezember 1949 in Ilkeston, Derbyshire, England) ist ein britischer Schauspieler.

## Leben und Laufbahn
Seine ersten Erfolge im Fernsehen hatte Robert Lindsay in der Serie Get Some In! Danach übernahm er die Hauptrolle als unfähiger Revolutionär in der Serie Citizen Smith. Es folgten zahlreiche Produktionen von Shakespeare-Stücken für das Fernsehen. Er war die erste Wahl für die Hauptrolle in dem Drama Cracker, die er aber ablehnte ab, da er nicht nur mit schwermütigen Rollen in Dramen in Verbindung gebracht werden wollte.
Lindsay kann eine erfolgreiche Bühnenkarriere vorweisen, darunter viele Rollen in Shakespeare-Stücken. Für seinen Auftritt in der Wiederaufführung von Me and My Girl 1985 in London und am Broadway erhielt er einen Laurence Olivier Award und einen Tony Award als bester Hauptdarsteller in einem Musical.
In der Mini-Serie A Very Social Secretary verkörperte er 2005 den britischen Premierminister Tony Blair. Von 2000 bis 2011 spielte er eine der Hauptrollen in der Serie My Family.
Von 1974 bis 1980 war er mit der Schauspielerin Cheryl Hall verheiratet. Anschließend war er mit der Schauspielerin Diana Weston liiert, mit der er eine Tochter hat. Seit 2006 ist er mit der Schauspielerin Rosemarie Ford verheiratet, mit der er zwei Söhne hat.
Er ist bekennender Fan des Derby County F.C. und drehte für CBBC Newsround die Episode „My Team“ über seine Liebe zum Verein.
Lindsay ist politisch links und war ein erklärter Gegner von Tony Blair und dessen Entscheidungen, an den Kriegen in Afghanistan und dem Irak teilzunehmen.
Im Jahr 2016 wurde Lindsay von Erewash mit dem Freedom of the Borough ausgezeichnet.

## Filmografie (Auswahl)

### Filme
- 1973: Trau keinem über 18 (That'll Be the Day)
- 1976: Die unglaublichen Abenteuer eines Taxifahrers (Adventures of a Taxi Driver)
- 1989: Singende Kumpel haben’s schwer (Bert Rigby, You’re a Fool)
- 1989: Die Beichte des roten Agenten (Confessional)
- 1993: Der Tanz des Dschinghis Cohn (Genghis Cohn)
- 1997: Wilde Kreaturen (Fierce Creatures)
- 1998: Starkey
- 2004: Wimbledon – Spiel, Satz und … Liebe (Wimbledon)
- 2005: Gideon’s Daughter
- 2006: Friends and Crocodiles
- 2007: The Trial of Tony Blair
- 2014: Grace of Monaco
- 2019: Maleficent: Mächte der Finsternis (Maleficent: Mistress of Evil)

### Fernsehserien
- 1975–1977: Get Some In!
- 1977: Citizen Smith
- 1981: Seconds Out
- 1983: Give us a Break
- 1990: Nightingales
- 1991: G.B.H. (Miniserie)
- 1994: The Wimbledon Poisoner (Miniserie)
- 1995: Jake’s Progress (Miniserie)
- 1998–2003: Hornblower
- 1999: Oliver Twist
- 2000–2011: My Family
- 2005: Jericho
- 2006: Extras
- 2011–2012: Spy
- 2013: Atlantis
- 2016: Galavant
- 2017: Genius
- 2018: Plebs
- 2020: McDonald & Dodds